# East Coast (spoorwegbedrijf)

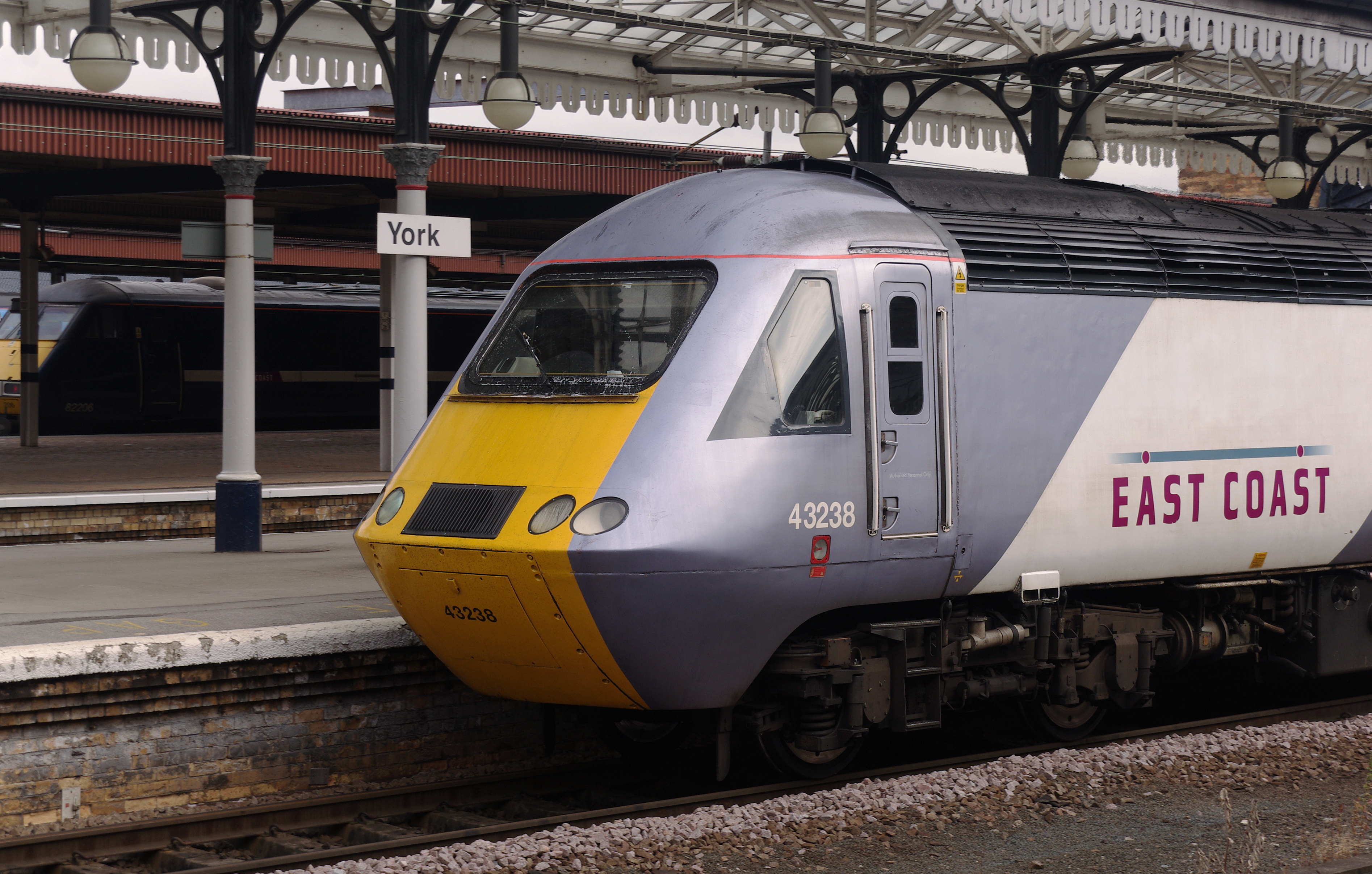
East Coast in York

East Coast was het handelsmerk van East Coast Main Line Company Ltd, een Britse spoorwegonderneming (vervoerder) die vooral treindiensten uitvoerde op de East Coast Main Line. Het bedrijf was eigendom van de Britse overheid, en werd in 2009 opgericht omdat het contract met National Express Group verbroken werd en er niet op tijd een andere private vervoerder bereid werd gevonden om de diensten over te nemen.
East Coast stond rechtstreeks onder het gezag van het Department for Transport; bij gebrek aan privékandidaten was dit het enige genationaliseerde treinbedrijf in het Verenigd Koninkrijk. Voor dergelijke gevallen heeft het Department for Transport de onderneming Directly Operated Railways gesticht. De franchise van East Coast liep af op 28 februari 2014; ’s anderendaags werd het bedrijf door de Virgin Group overgenomen, in samenwerking met de Stagecoach Group. Onder de naam Virgin Trains East Coast opereerde Virgin met een franchise die op 31 maart 2023 zou verstrijken. In 2018 bleek echter het geschatte rendement voor de loopduur van de franchise van Virgin overschat te zijn, die daarop vroegtijdig beëindigd werd. Minister van Transport Chris Grayling bracht de lijn op 24 juni 2018 opnieuw onder staatsbeheer, totdat in 2020 een nieuwe overnemer gevonden wordt.